# Brodek u Konice
Brodek u Konice é uma comuna checa localizada na região de Olomouc, distrito de Prostějov.